# Dollarprinsessan

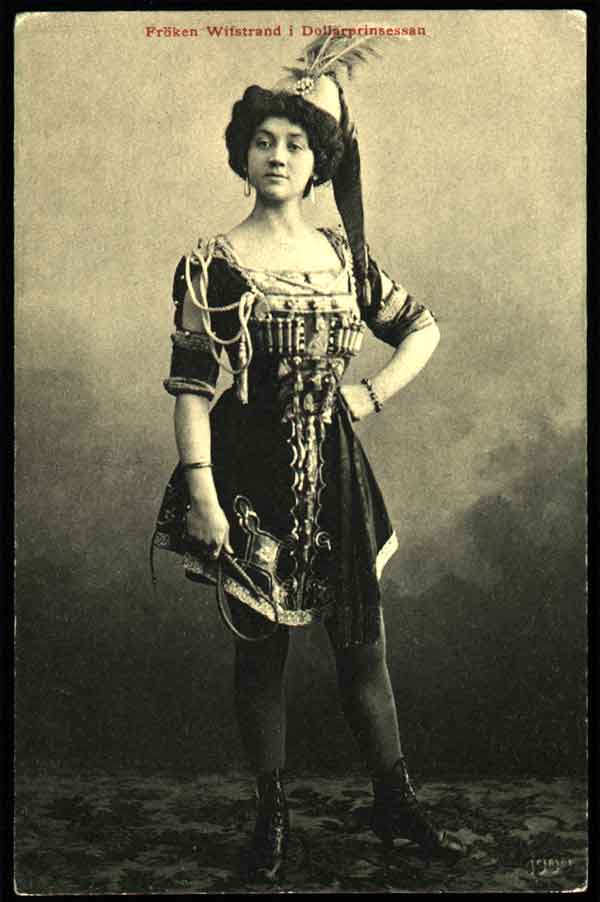
Naima Wifstrand i Dollarprinsessan på Oscarsteatern 1920.

Dollarprinsessan (tyska: Die Dollarprinzessin) är en operett i tre akter med musik av Leo Fall. Libretto av Alfred Maria Willner och Fritz Grünbaum efter komedin med samma titel av Emerich von Gatti och Thilo Friedrich Wilhelm von Trotha. Verket tillhör den så kallade Operettens silverålder

## Historia
Operetten hade urpremiär på Theater an der Wien i Wien den 2 november 1907 och blev snabbt en av sin tids populäraste. Huvudrollerna spelades av Louis Treumann och Mizzi Günther, vilka precis hade avslutat sin triumf i Glada änkan. Den nya operettvågen i Wien försökte på sitt sätt spegla den nya tidens människor. Glada änkan var mondänt parisisk. Dollarprinsessan utspelas helt i amerikansk miljö och librettot var anpassat mer än vanligt att ge starka amerikanska konnotationer.  Där fanns en öppningskör bestående av kvinnliga skrivmaskinskontorister, något så modernt för 1907 som en "Automobilterzett", en trio "Amerika, gib acht!" och en handling som rör sig kring en vild dotter till den amerikanske miljonären John Couder. Librettot var verkligen uppdaterat och olik de flesta av tidens operetter mer "kapitalistisk än rojalistisk", för att inte säga feministisk. Miljonärsdottern Alice Couder kallar sig själv för en "Selfmade-mädel".
Falls operett är full av spirituella melodier och mjuka melodiska valser. Hans talang för realistiska duetter och ensembler kommer till sin rätt. De föds naturligt ur dialogen och övergår sömlöst till verser och körer. Den enkla romansduetten var för banal för Fall, vars duetter mer liknade verklighetens trätor hos förälskade par än den formella duettformen i wieneroperetten. Den av Leo Falls melodier som slog allra bäst var Hans och Daisys duett "Wir tanzen Ringelreih'n" i andra akten, en graciös melodi där paret skämtsamt sjunger om sig själva som Hans och Greta, som bror och syster. Dess lekfulla, barnsliga charm och melodins sofistikerade oskuldsfullhet skulle komma att inspirera den amerikanske kompositören Jerome Kern, som bidrog med två sånger till den amerikanske premiären 1909.
I Sverige uppfördes den på Oscarsteatern i Stockholm den 27 oktober 1908, av Albert Ranfts ambulerande lyriska sällskap 1909, på Södra folkparkens teater 1927 samt på Folkan i Stockholm den 9 april 1941. Nyare uppsättningar var på Malmö Stadsteater 1966 i regi av Gösta Rybrant och med Egon Larsson och Sonja Stjernquist i huvudrollerna, samt på Riksteatern 1971 med samma artister.

## Roller
- John Couder, en stenrik affärsman
- Alice, hans dotter "dollarprinsessan" (sopran)
- Daisy Gray, Couders brorsdotter (subrett)
- Fredy Wehrburg (tenor)
- Friherre Hans von Schlick (bas)
- Dick, Couders brorson
- Tom, Couders bror
- Olga Labinska
- Miss Thompson, hushållerska hos Couder
- James, Couders butler
- Bill, chaufför

Sekreterare, sångerskor, gäster, tjänare och stadsbud

## Handling
Akt I - Elegant affärsrum i John Couders lyxiga New York-herrgård
Den amerikanska miljonären John Couder beundrar de europeiska adelsfamiljerna. Han skilde sig från sin fru för några år sedan och avser nu att gifta sig om. Men den här gången borde det vara en europé som åtminstone kan ståta med titeln "grevinnan". Därför skickade han sin bror Tom och sin brorson Dick på en resa till den gamla kontinenten. De två borde kunna leta upp en ädel dam som passar honom.
Baron Hans von Schlick förlorade sin förmögenhet i Tyskland genom oförskämt beteende och emigrerade till Amerika. Nu tjänar han John Couder som en stallpojke. Vid sidan om ger han Daisy, hans chefs systerdotter, ridlektioner. Nu har han förälskat sig i sin elev. Hon å sin sida anser till en början att hennes förhållande till sin lärare är rent platoniskt.
På råd från sin vän Hans anländer Fredy, som också kommer från den gamla europeiska aristokratin, till Couder och ansöker om jobbet som hans dotter Alices privatsekreterare. Snart börjar det spraka mellan henne och Fredy.
Tom och Dick återvänder från Europa med en dam i släptåg, en rysk grevinna, som de förmodar att hon är. I verkligheten är hon dock endast en tingeltangeldansös som både Hans och Fredy sedan länge känner under namnet Olga. Men de meddelar genast henne att de inte kommer att avslöja denna hemlighet. Till Couder utstrålar Olga all sin charm och inser snart att han har fallit för henne.
Akt II - vinterträdgård i John Couders lyxiga herrgård
Alice har känslor för sin sekreterare, men visar dem inte för honom. Hon lever - och hon är mycket lik sin far - enligt mottot att allt kan köpas för pengar. Det är därför hon förväntar sig att Fredy ska krypa till korset och be henne att bli hans fru. När allt kommer omkring är det hon som tar med den största hemgiften i äktenskapet. Fredy inser vad Alice håller på med, men hans stolthet hindrar honom från att gå så långt med henne.
Couder har beslutat att gifta sig med Olga. Men han föredrar att fira ett dubbelbröllop med sin dotter. Couder  har bjudit in många gäster till sin villa för att fira förlovningen. Efter att husägaren meddelat sin förlovning med Olga förklarar hans dotter, rent affärsmässigt, att hon har beslutat att gå in i ett förhållande med Fredy. Även om Fredy inser fördelarna med en lukrativ medgift, förblir han orubblig och säger ”Nej!” Det rika samhället ser detta som en skandal. Fredy sätter Couders på plats och lämnar New York. Även två andra har lämnat Couders: Eftersom han talade emot ett äktenskap mellan sin systerdotter Daisy och stallmästaren Hans von Schlick, gifte sig de två i hemlighet och återvände aldrig till villan.
Akt III - Country House i Kanada
Fredy Wehrburg emigrerade till Kanada. Hans besparingar gjorde det möjligt för honom att köpa ett nedslitet företag där till ett rimligt pris. Med stor skicklighet lyckades han få företaget igång igen. Idag driver han ett blomstrande företag. Ett år har gått sedan Fredys flytt från New York. Även om han inte precis hade behandlats väl av dollarprinsessan, fortsätter hans tankar att glida tillbaka till henne. Han skulle gärna vilja träffa henne igen för att se om separationsåret har förändrat henne till det bättre. Så han försöker komma i kontakt med sin tidigare arbetsgivare. Hans plan fungerar: Couder meddelar sitt besök hos honom och anländer snart med sin fru Olga och dotter Alice. Eftersom Fredy för närvarande är värd för det gifta paret Daisy och Hans von Schlick som gäster, blir det en stor återförening. Couder har för länge sedan förlåtit sin systerdotter för att ha gift sig med sin tidigare stallpojke mot hans inrådan. Han är mycket mer orolig för hur han kan bli av med sin ryska "grevinna" igen; eftersom äktenskapet inte håller vad det hade lovat. Fredy fungerar som förhandlare och får Olga att gå med på skilsmässan för en stor summa pengar. Även för dem har livet med Couder inte visat sig vara en behandling. Hon längtar efter att återvända till i Europa efter att ha roat sig för skojs skull.
Fredy inser att Alice faktiskt har mognat och förbättrats på ett år. Så inget står i vägen för lyckligt slut, nämligen deras förlovning.